# Eschweilera micrantha
Eschweilera micrantha är en tvåhjärtbladig växtart som beskrevs av John Miers. Eschweilera micrantha ingår i släktet Eschweilera och familjen Lecythidaceae. Inga underarter finns listade i Catalogue of Life.